# Rhophodon peregrinus
Rhophodon peregrinus är en snäckart som beskrevs av Hedley 1924. Rhophodon peregrinus ingår i släktet Rhophodon och familjen Charopidae. Inga underarter finns listade i Catalogue of Life.